# WWE Cruiserweight Championship
WWE Cruiserweight Championship var en sekundær titel inden for wrestling, der blev forsvaret i World Wrestling Entertainment fra 2001 til 2007. Titlen blev skabt i 1991 af World Championship Wrestling, hvor den også blev forsvaret indtil 2001. Det var kun muligt for letsværvægtere under 97,5 kg at vinde titlen. 
Titlen blev skabt af World Championship Wrestling i 1991 under navnet WCW Light Heavyweight Championship, og organisationen afholdte en titelturnering for at finde en ny mester. I finalen vandt Brian Pillman over Richard Morton for at blive den første mester. Allerede i 1992 blev titlen inaktiv, da den regerende mester Brad Armstrong blev skadet. Først fire år senere genoptog man titlen i WCW – denne gang under navnet WCW Cruiserweight Championship. I marts 2001 blev WCW solgt til World Wrestling Federation og blev dermed omdøbt til WWF Cruiserweight Championship. Året efter var WWF nødsaget til at ændre navn til World Wrestling Entertainment, og titlen fik sit nuværende navn. 
I 2007 blev den regerende mester Hornswoggle frataget titlen, og den blev erklæret ledig. I marts 2008 fjernede WWE titlen fra deres liste over aktive mesterskabstitler på deres website. På denne måde blev titlen stille og roligt pensioneret.